# 21 & Over
21 & Over is een Amerikaanse komische film uit 2013. 

## Verhaal
Jeff Chang, een serieus persoon en zijn vrienden Miller en Casey gaan een avondje stappen. Chang wordt 21 en mag voor het eerst legaal drinken, maar ziet een feestje niet zitten omdat hij de volgende ochtend een belangrijk toelatingsgesprek heeft. Zijn strenge vader hecht hier nogal veel waarde aan. Toch laat hij zich overhalen, met de gevolgen van dien. 

## Rolverdeling
| Acteur                 | Personage    | Opmerkingen |
| ---------------------- | ------------ | ----------- |
| Justin Chon            | Jeff Chang   |             |
| Skylar Astin           | Casey        |             |
| Miles Teller           | Miller       |             |
| Sarah Wright           | Nicole       |             |
| Francois Chau          | Dr. Chang    |             |
| Jonathan Keltz         | Randy        |             |
| Daniel Booko           | Julian       |             |
| Samantha Futerman      | Sally Huang  |             |
| Dustin Ybarra          | P J Bril     |             |
| Christiann Castellanos | Pledge Gomez |             |